# 设计保障安全
设计保障安全（Safety by design）是一個概念及運動，鼓勵營建管理者及產品設計者在設計開發階段就將健康及安全風險納入設計考量。此概念支持品質、程序及成本的觀點，安全性在設計階段就已納入考慮。

## 设计保障安全(建築工地)
有量文獻表明，建築工地上的許多事故都與安全帶的設計有關。在設計階段危害消除比降低危害更有效。級別控制，例如替換，隔離，應用工程或管理控製或使用個人防護衣服或設備。因此，設計師在預防工作場所危害方面的作用吸引了研究人員的關注。大量案例研究和示例可在可供設計人員用於安全設計的各種工具和技術不能僅依賴於主承包商。讓所有利益相關者，包括客戶，設計師和分包商共同承擔安全責任，將更加有效 。

## 立法
歐洲立法要求營建設計者在設計者就考慮風險，減少建造時對建筑工人的危害，並配合像移动工地指令（英國的CDM法規）中的階段,此概念符合法律的要求。在英國，建築設計管理（CDM）該法規僅在1995年實施。但是，設計人員不想承擔額外的不當責任。
許多非政府组织是為了支持此一目的而成立，主要是在英國、澳洲及美國。
有些公證單位提供測試及設計驗證服務，確認符合像美國機械工程師學會等機構訂定的安全標準。